# عبد الرحمن حقيق
عبد الرحمن حقيق كاتب درامي ومسرحي ليبي.
ولد عبد الرحمن بحي ميزران بمدينة طرابلس، وهو من عائلة فنية فوالده الممثل محمد حقيق وأخوه الفنان عبد المجيد حقيق، وابن اخته الممثل حاتم الكور.

## من أعماله

### المسرحيات
- الزنجي الأبيض.
- الجاي من الغرب.

### المطبوعات
- 1976: الزنجي الأبيض.
- 2021: الوسعاية.[3]

### المسلسلات الإذاعية
- الأرض سبحت الله.
- حكاية آخر الشهر.

### التمثيلات التلفزية
- «زهرة على الطريق».
- «مذاكرات زنزانة».
- «اليد بروحها ما تصفقش».
- «عائدة».
- «مكالمة هاتفية».
- «شريفة».

### المسلسلات التلفزية
- أوراق الأمل.
- رحلة ضياع.
- مفيدة.
- الكنه.
- طريق الشوك.
- العمارة.
- الحاجة قميرة.
- صدق من قال.
- يطق القلب.
- وين حصة حواء.
- زنقة الريح (ج1).
- زنقة الريح (ج2).
- حسن وكناينه.

## الجوائز
1974: الجائزة الثانية لمسابقة كتابة النص المسرحي والتي نظمتها وزارة الثقافة الليبية.